# Кладруби
Кладруби (чеш. Kladruby, нем. Kladrau) — город на западе Чешской Республики, в районе Тахов Пльзенского края.

## История
Кладрубицкий бенедиктинский монастырь был основан в 1115 году чешским князем Владиславом I. Владислав I похоронен непосредственно в монастыре, что делает его одним из немногих чешских князей, похороненных не в Праге. О заложении монастыря упоминает в Чешской хронике Козьма Пражский. Вполне вероятно, что деревня Кладруби существовала несколько десятилетий и до основания монастыря, однако письменных свидетельств того времени нет.
В конце XVII века в городе растёт доля немецкого населения. В то время в Кладруби проживало около 1300 человек. В 1701 году в городе была эпидемия чумы, а в 1711 году здесь разразился первый крупный пожар. Монастырь некоторое время существовал как военный госпиталь, а затем как богадельня. В 1843 году его покупает аристократический род Виндишгрец. В 1853-56 годах монастырь был переоборудован в пивоварню, однако в 1860 году пивоварня сгорела. В 1895 году была основана школа, языком преподавания которой был немецкий. В 20-х годах XX века чешское меньшинство основывает свою собственную школу. До Второй мировой войны в городе преобладает немецкое население. По данным на 1930 год население составляет 1370 человек, из которых чехи составляли менее 100 человек. После Второй мировой войны немцы были изгнаны. 12 апреля 2007 года Кладруби был возвращён статус города, который был утерян в 1960 году.

## География
Расположен в 30 км к западу от города Пльзень и в 5 км к югу от города Стршибро, на берегу реки Углавка (приток Мже), на высоте 413 м над уровнем моря.

## Население
| Год  | Численность | Численность |
| ---- | ----------- | ----------- |
| 1869 | 2693        | [ 6 ]       |
| 1880 | 2657        | [ 6 ]       |
| 1890 | 2754        | [ 6 ]       |
| 1900 | 2817        | [ 6 ]       |
| 1910 | 2751        | [ 6 ]       |
| 1921 | 2898        | [ 6 ]       |
| 1930 | 2480        | [ 6 ]       |
| 1950 | 1219        | [ 6 ]       |
| 1961 | 1354        | [ 6 ]       |
| 1970 | 1283        | [ 6 ]       |
| 1980 | 1381        | [ 6 ]       |
| 1991 | 1304        | [ 6 ]       |
| 2001 | 1398        | [ 6 ]       |
| 2014 | 1572        | [ 7 ]       |
| 2016 | 1599        | [ 8 ]       |
| 2017 | 1584        | [ 9 ]       |
| 2018 | 1587        | [ 10 ]      |
| 2019 | 1618        | [ 11 ]      |
| 2020 | 1640        | [ 12 ]      |
| 2021 | 1638        | [ 13 ]      |
| 2022 | 1610        | [ 14 ]      |
| 2023 | 1703        | [ 15 ]      |
| 2024 | 1717        | [ 3 ]       |